# Lying from You
"Lying from You" là một bài hát của ban nhạc rock người Mỹ Linkin Park, phát hành vào ngày 16 tháng 3 năm 2004. Nó được phát hành làm đĩa đơn dưới dạng chỉ phát sóng, và được lấy từ album thứ 2 của họ, Meteora, album này được phát hành vào ngày 25 tháng 3 năm 2003.

## Thông tin bài hát
Bài hát mở đầu với một đoạn đàn organ mang nhạc tố viola, được lặp lại trong suốt các khổ hát. Bài cũng chứa một đoạn tiếng ô tô đang cháy thắng. Bài hát là một trong 7 bài hát của Linkin Park được sử dụng trong sản phẩm hợp tác giữa ban nhạc và rapper Jay-Z ("Dirt off Your Shoulder/Lying from You") trong album mash-up Collision Course phát hành vào tháng 11 năm 2004.

## Video âm nhạc
Cảnh quay trực tiếp của bài hát trong album trực tiếp Live in Texas của Linkin Park đã được sử dụng làm video âm nhạc. Phiên bản trực tiếp của bài hát đã được sử dụng trong các phiên bản trên internet của video. Video trực tiếp này có mặt trên iTunes, cùng với "Points of Authority".

## Danh sách bài hát
CD-R Quảng cáo
| STT | Nhan đề          | Thời lượng |
| --- | ---------------- | ---------- |
| 1.  | "Lying from You" | 2:55       |

## Nhân sự
- Mike Shinoda - đàn organ, rap, sampler
- Chester Bennington - hát
- Brad Delson - guitar
- Dave "Phoenix" Farrell - guitar bass
- Joe Hahn - bàn xoay, sampler
- Rob Bourdon - trống

## Thành tích xếp hạng
"Lying from You" được phát hành làm đĩa đơn dưới dạng chỉ phát sóng. Nó chỉ được phát hành ở Hoa Kỳ vào năm 2004, và ở Canada dưới dạng một video âm nhạc trực tiếp với các cảnh quay từ Live in Texas. Nó đạt vị trí số 1 trên bảng xếp hạng Modern Rock Tracks, giúp ban nhạc liên tiếp sở hữu 4 bài hát đứng thứ nhất từ Meteora. Trên bảng xếp hạng Mainstream Rock Tracks, bài hát đã trải qua 5 tuần ở vị trí thứ 2  và đạt vị trí thứ 58 trên bảng xếp hạng Billboard Hot 100.
| Bảng xếp hạng (2004)                 | Vị trí cao nhất |
| ------------------------------------ | --------------- |
| Canada Rock Top 30 (Radio & Records) | 18              |
| Hoa Kỳ Billboard Hot 100             | 58              |
| Hoa Kỳ Alternative Songs (Billboard) | 1               |
| Hoa Kỳ Mainstream Rock (Billboard)   | 2               |

| Bảng xếp hạng (2017)          | Vị trí cao nhất |
| ----------------------------- | --------------- |
| Anh Quốc Rock and Metal (OCC) | 18              |